# Saligos
Saligos község Franciaország Okcitánia régiójában, Hautes-Pyrénées megyében. Lakosainak száma 89 fő (2022. január 1.). Saligos Chèze, Viey, Esterre, Esquièze-Sère, Sassis, Sazos és Viscos községekkel határos.
Új községként 2017. január 1-jén jött létre, amikor a korábbi Saligos és Vizos korábbi község egyesült.

## Népesség
A település népessége az elmúlt években az alábbi módon változott:
| Lakosok száma | 114  | 107  | 104  | 102  | 98   | 93   | 89   |
|               | 2015 | 2017 | 2018 | 2019 | 2020 | 2021 | 2022 |